# Christien Anholt
Christien Alexis Anholt (ur. 25 lutego 1971 w Londynie) – brytyjski aktor. Odtwórca roli Nigela Baileya w serialu przygodowym Łowcy skarbów (1999–2002).

## Życiorys
Urodził się i dorastał w Londynie jako syn nauczycielki Sheili Anholt (z domu Willet) i aktora Anthony’ego „Tony’ego” Anholta.
W wieku 17 lat zadebiutował na ekranie w roli Hansa Straussa w dramacie historycznym Jerry’ego Schatzberga Odnaleziony przyjaciel (Reunion, 1989) z Jasonem Robardsem. Film był nominowany do Złotej Palmy na Festiwalu Filmowym w Cannes i włoskie nagrody David di Donatello. W 1989 wystąpił na West Endzie w podwójnej roli Leonarda „Lena” Landsa i Jeremy’ego w przedstawieniu Ronalda Harwooda Innym razem. W 1995 grał rolę Lamba w sztuce Harolda Pintera Cieplarnia.
Od 20 września 1999 do 20 maja 2002 grał postać Nigela Baileya w serialu przygodowym Łowcy skarbów u boku Tii Carrere.
Był żonaty z Carly.

## Filmografia

### Filmy
- 1989: Reunion jako Hans Strauss
- 1990: Hamlet jako Marcellus
- 1991: Pod wiatr jako Maurice Lindell
- 1992: Zew wolności
- 1993: West Point. Rocznik 61 jako Terry O’Neil
- 1994: Seventeen
- 1997: Preaching to the Perverted jako Peter Emery
- 1997: Pierścionek z rubinem jako Robert Langley
- 1998: Apetyt jako Nelson
- 1998: Nightworld: 30 Years to Life jako Derek
- 1999: The Harpist jako Ferdinand Rupitsch
- 1999: The Waiting Time jako Ben Rogers
- 2006: Mroki duszy jako David Hamilton
- 2006: Flyboys – bohaterska eskadra jako Higgins
- 2007: Ben 10: Wyścig z czasem jako Eon

### Seriale
- 1989: Doktor Who jako Perkins
- 1991: Press Gang jako Donald Cooper
- 1991: Na sygnale jako sędzia
- 1992: The Blackheath Poisonings jako Paul Vandervent
- 1993: Screen One jako Gary Warrell
- 1994: Hard Times jako Tom
- 1996: The 10 Percenters jako Adrian
- 1996: Kroniki braciszka Cadfaela jako Meriet
- 1998: Felicity jako Paul
- 1999–2002: Łowcy skarbów jako Nigel Bailey
- 2003: Amatorzy przygód jako John Worth